# Eschweilera grandiflora
Eschweilera grandiflora är en tvåhjärtbladig växtart som beskrevs av Noel Yvri Sandwith. Eschweilera grandiflora ingår i släktet Eschweilera och familjen Lecythidaceae. Inga underarter finns listade i Catalogue of Life.